# Hlöðufell
El Hlöðufell es un volcán de tipo tuya, situado a unos 10 km al suroeste de Langjökull, Islandia. El Hlöðufell esta 1188 metros sobre el nivel del mar, y se formó cuando la lava de la erupción a través del Langjökull (que fue el mayor durante la última edad de hielo) durante el Pleistoceno.